# Cap de Creus
Cap de Creus is een kaap in Catalonië die het meest oostelijke punt van het vasteland van Spanje vormt. Het ligt in het gelijknamige natuurpark (Parc natural del Cap de Creus, 1998 opgericht, 13855 hectare).

## Geografie
Cap de Creus is het meest oostelijke punt van het vasteland van Spanje. De kaap vormt de westelijke begrenzing van de Golf van Lion. De plaatsen die zich er bevinden, zijn de stad Roses en het dorp Cadaqués. 

## Geologie
Geologisch gezien bestaat Cap de Creus uit Paleozoïsche-schisten, doorsneden door kwartsieten die ontstonden tijdens de Alpiene orogenese. Door de gebergtevorming van de Pyreneeën zijn de schisten geplooid en scheefgesteld en doorsneden door latere intrusies. Dit geeft het landschap een heel grillig karakter en vegetatie is zeldzaam.

## Toerisme en cultuur
Cap de Creus staat bekend om het natuurpark, het vakantiepark Club Med en de duiklocaties. Het natuurpark is geliefd onder wandelaars door de serene rust die het uitstraalt.
De kaap is bekend geworden als de inspiratiebron voor de surrealistische schilder Salvador Dalí. Dalí groeide op in Figueres en bezocht de kust van Cap de Creus vaak. Hij verwonderde zich over het landschap dat een combinatie is van een scheefgestelde schist met kwartsieten en pegmatieten en de verwerende werking van de zee.